# Drum național 19
Der Drum național 19 (rumänisch für „Nationalstraße 19“, kurz DN19) ist eine Hauptstraße in Rumänien.

## Verlauf
Die Straße, die von Oradea (Großwardein) bis Livada (ungarisch Sárköz) einen Teilabschnitt der Europastraße 671 bildet, setzt in Oradea den Drum național 79 fort. Sie beginnt am Drum național 1 (Europastraßen 79 und 60) und verläuft in generell nordnordöstlicher Richtung parallel zur rumänisch-ungarischen Grenze über Săcueni, wo nach Westen zur Grenze zu Ungarn der Drum național 19D und nach Osten der Drum național 19B abzweigen, sowie über Valea lui Mihai, von wo der Drum național 19C nach Debrecen in Ungarn führt, Carei (Groß-Karol), wo sie den Drum național 1F kreuzt, nach Satu Mare (Sathmar). Dort wird der Drum național 19A gekreuzt, dessen südlicher Ast einen Teil der Europastraße 81 bildet. Die Straße führt weiter in nordöstlicher Richtung nach Livada. Rund 4 km vor dieser Stadt zweigt der Drum național 1C  (Europastraßen 58 und 81) zur rumänisch-ukrainischen Grenze ab. Die Straße führt weiter durch das Oașer Gebiet und über das Oascher Gebirge an das linke Ufer der hier die Grenze zur Ukraine bildenden Theiß. Diesem Fluss aufwärts folgend erreicht sie über Săpânța die Stadt Sighetu Marmației, in der sich ein Grenzübergang in die Ukraine befindet, und endet am Drum național 18, der nach Osten über den Prislop-Pass in die Bukowina führt.
Die Länge der Straße beträgt rund 243 Kilometer.